# Thailand i olympiska sommarspelen 1996
Thailand deltog i de olympiska sommarspelen 1996 med en trupp bestående av 37 deltagare, som tog två medaljer.

## Medaljer

### Guld
- Kamsing Somluck - Boxning, Fjädervikt

### Brons
- Vichai Khadpo - Boxning, Bantamvikt

## Badminton
Herrar
| Idrottare                                | Gren       | 32-delsfinal                      | Sextondelsfinal                                | Åttondelsfinal                                | Kvartsfinal       | Semifinal         | Final             | Placering |
| Idrottare                                | Gren       | Motståndare Poäng                 | Motståndare Poäng                              | Motståndare Poäng                             | Motståndare Poäng | Motståndare Poäng | Motståndare Poäng | Placering |
| ---------------------------------------- | ---------- | --------------------------------- | ---------------------------------------------- | --------------------------------------------- | ----------------- | ----------------- | ----------------- | --------- |
| Kitipon Kitikul                          | Herrsingel | Todor Velkov (BUL) W (15-7,17-15) | Fumihiko Machida (JPN) L (7-15,11-15)          | Gick inte vidare                              | Gick inte vidare  | Gick inte vidare  | Gick inte vidare  |           |
| Siripong Siripul Khunakorn Sudhisodhi    | Herrdubbel | i.u.                              | Ha Tae-kwon Kang Kyung-Jin (KOR) L (8-15,5-15) | Gick inte vidare                              | Gick inte vidare  | Gick inte vidare  | Gick inte vidare  |           |
| Pramote Teerawiwatana Sakrapee Thongsari | Herrdubbel | i.u.                              | Bye                                            | Simon Archer Chris Hunt (GBR) L (14-18,11-15) | Gick inte vidare  | Gick inte vidare  | Gick inte vidare  |           |

Damer
| Idrottare              | Gren      | 32-delsfinal                               | Sextondelsfinal                      | Åttondelsfinal                 | Kvartsfinal       | Semifinal         | Final             | Placering |
| Idrottare              | Gren      | Motståndare Poäng                          | Motståndare Poäng                    | Motståndare Poäng              | Motståndare Poäng | Motståndare Poäng | Motståndare Poäng | Placering |
| ---------------------- | --------- | ------------------------------------------ | ------------------------------------ | ------------------------------ | ----------------- | ----------------- | ----------------- | --------- |
| Somharuthai Jaroensiri | Damsingel | Elsa Nielsen (ISL) W (11-1,11-2)           | Margit Borg (SWE) L (3-11,11-7,5-11) | Gick inte vidare               | Gick inte vidare  | Gick inte vidare  | Gick inte vidare  |           |
| Pornsawan Plungwech    | Damsingel | Catrine Bengtsson (SWE) W (11-4,4-11,11-6) | Jeng Shwu-Zen (TPE) W (11-5,11-0)    | Han Jingna (CHN) L (3-11,6-11) | Gick inte vidare  | Gick inte vidare  | Gick inte vidare  |           |

## Boxning
| Idrottare           | Gren          | Sextondelsfinal                | Åttondelsfinal                | Kvartsfinal                    | Semifinal                  | Final                       | Placering |
| Idrottare           | Gren          | Motståndare Resultat           | Motståndare Resultat          | Motståndare Resultat           | Motståndare Resultat       | Motståndare Resultat        | Placering |
| ------------------- | ------------- | ------------------------------ | ----------------------------- | ------------------------------ | -------------------------- | --------------------------- | --------- |
| Somrot Kamsing      | Lätt flugvikt | Yaşar Giritli (TUR) W 19:4     | Sabin Bornei (ROU) W 18:7     | Daniel Petrov (BUL) L 6:18     | Gick inte vidare           | Gick inte vidare            |           |
| Parmuansak Phosuvan | Flugvikt      | Khaled Falah (SYR) L 9:11      | Gick inte vidare              | Gick inte vidare               | Gick inte vidare           | Gick inte vidare            |           |
| Vichai Khadpo       | Bantamvikt    | Claude Lambert (CAN) W 12:2    | Carlos Barreto (VEN) W 14:6   | Hicham Nafil (MAR) W 13:4      | István Kovács (HUN) L 7:12 | Gick inte vidare            |           |
| Kamsing Somluck     | Fjädervikt    | Luis Seda (PUR) W 13:2         | Phillip Ndou (RSA) W 12:7     | Ramaz Paliani (RUS) W 13:4     | Pablo Chacón (ARG) W 20:8  | Serafim Todorov (BUL) W 8:5 |           |
| Phongsit Wiangviset | Lättvikt      | Irvin Buhlalu (RSA) W 21:5     | Jaroslav Konečný (CZE) W 20:6 | Terrance Cauthen (USA) L 10:14 | Gick inte vidare           | Gick inte vidare            |           |
| Parkpoom Jangphonak | Weltervikt    | Sergly Dzinziruk (UKR) L 10:20 | Gick inte vidare              | Gick inte vidare               | Gick inte vidare           | Gick inte vidare            |           |

## Friidrott
Herrarnas 4 x 100 meter stafett
- Sayan Namwong, Worasit Vechaphut, Kongdech Natenee och Ekkachai Janthana

Damernas 4 x 100 meter stafett
- Sunisa Kawrungruang, Kwuanfah Inchareon, Savitree Srichure och Supaporn Hubson

## Segling
Herrar
| Seglare        | Gren    | Lopp | Lopp | Lopp | Lopp | Lopp | Lopp | Lopp | Lopp | Lopp | Nettopoäng | Slutlig placering |
| Seglare        | Gren    | 1    | 2    | 3    | 4    | 5    | 6    | 7    | 8    | 9    | Nettopoäng | Slutlig placering |
| -------------- | ------- | ---- | ---- | ---- | ---- | ---- | ---- | ---- | ---- | ---- | ---------- | ----------------- |
| Arun Homraruen | Mistral | 13   | 27   | 14   | 47   | 31   | 28   | 17   | 5    | 34   | 135        | 21                |

## Simhopp
Herrar
| Tävlande      | Event          | Preliminary | Preliminary | Semifinal        | Semifinal        | Final            | Final            |
| Tävlande      | Event          | Points      | Rank        | Points           | Rank             | Points           | Rank             |
| ------------- | -------------- | ----------- | ----------- | ---------------- | ---------------- | ---------------- | ---------------- |
| Suchart Pichi | Herrarnas 3 m  | 257,13      | 34          | Gick inte vidare | Gick inte vidare | Gick inte vidare | Gick inte vidare |
| Suchart Pichi | Herrarnas 10 m | 290,64      | 29          | Gick inte vidare | Gick inte vidare | Gick inte vidare | Gick inte vidare |

Damer
| Tävlande           | Event         | Preliminary | Preliminary | Semifinal        | Semifinal        | Final            | Final            |
| Tävlande           | Event         | Points      | Rank        | Points           | Rank             | Points           | Rank             |
| ------------------ | ------------- | ----------- | ----------- | ---------------- | ---------------- | ---------------- | ---------------- |
| Sukrutai Tommaoros | Damernas 10 m | 115,44      | 33          | Gick inte vidare | Gick inte vidare | Gick inte vidare | Gick inte vidare |

## Tennis
| Spelare                                    | Gren      | Omgång 1                                                              | Åttondelsfinaler                                    | Kvartsfinaler                                                   | Semifinaler       | Final / BM        | Final / BM |
| Spelare                                    | Gren      | Motståndare Poäng                                                     | Motståndare Poäng                                   | Motståndare Poäng                                               | Motståndare Poäng | Motståndare Poäng | Placering  |
| ------------------------------------------ | --------- | --------------------------------------------------------------------- | --------------------------------------------------- | --------------------------------------------------------------- | ----------------- | ----------------- | ---------- |
| (WC) Benjamas Sangaram Tamarine Tanasugarn | Damdubbel | Christína Papadáki Christina Zachariadou (GRE) W 2-1 (6-2,6(3)-7,6-2) | Chen Li-Ling Yi Jing-Qian (CHN) W 2-1 (2-6,6-4,6-4) | Conchita Martínez Arantxa Sánchez Vicario (ESP) L 0-2 (2-6,1-6) | Gick inte vidare  | Gick inte vidare  |            |